# Antoine Bazin
Antoine-Pierre-Louis Bazin (Saint-Brice-sous-Forêt, 26 de marzo de 1799-enero de 1863), fue un sinólogo francés. 
Fue alumno de Jean Pierre Abel Rémusat y de Stanislas Julien. Fue profesor de chino en la Bibliothèque royale, en la École des langues orientales y secretario adjunto de la Société Asiatique. Publicó numerosas traducciones, manuales de gramática y ensayos sobre historia y costumbres de China.

## Obras
- Notice du ″Chan-Haï-King″, cosmographie fabuleuse attribuée au grand Yu (1840)
- Rapport fait à la Société Asiatique sur une chrestomathie chinoise publiée à Ning po en 1846 (1848)
- Le Siècle des Youên, ou Tableau historique de la littérature chinoise, depuis l'avènement des empereurs mongols jusqu'à la restauration des Ming (1850)
- "Chine Moderne, ou Description historique, géographique et littéraire de ce vaste empire, d'après des documents chinois" (1853)
- Recherches sur les institutions administratives et municipales de la Chine (1854)
- Recherches sur l'origine, l'histoire et la constitution des ordres religieux dans l'Empire chinois (1856)
- Grammaire mandarine, ou Principes généraux de la langue chinoise parlée (1856)
- Notice historique sur le Collège médical de Péking, d'après le ″Taï-thsing-hoeï-tièn″ (1857)
- Mémoires sur l'organisation intérieure des écoles chinoises  (1859)

Traducciones:
- Bazin, A. P. L. Le Pi-pa-ki [d.i. Pipa ji] ou l'Histoire de Luth (EN, ZH), Paris: Imprimerie Royale 1841.
- Ho-Han-Chan ou La Tunique Confrontée (He hanshan).[5]